# Stanley Pons
Pour les articles homonymes, voir Pons.
Stanley Pons est un scientifique, chimiste américain né le 23 août 1943 à Valdese en Caroline du Nord. Lui et Martin Fleischmann sont connus pour avoir annoncé avoir réussi à réaliser la fusion froide par l'électrolyse de l'eau lourde le 23 mars 1989.

## Biographie
Stanley Pons étudie en Caroline du Nord et obtient un « B.S. » à la Wake Forest University en 1965.
Il fait partie du groupe de l'université de Southampton où il obtient son Ph.D. en 1978.
Le 23 mars 1989 à Salt Lake City, Utah, Martin Fleischmann et Stanley Pons annoncent à la presse la réussite de leur expérience sur la Fusion froide (nom donné plus tard à l'expérience). Après cinq années de recherche ils affirment avoir détecté une réaction suffisamment énergétique pour leur permettre d'assumer que l'origine est nucléaire.
C'est un détail très important, puisque cette expérience s'est produite à température ambiante par électrolyse en utilisant de l'eau lourde comme électrolyte, sans mesure notable de radiations nucléaires. Ceci contredit la connaissance scientifique actuelle concernant les réactions thermonucléaires.
Ils sont alors attaqués sur la validité de leur expérience. Le gouvernement américain demande au MIT de refaire l'expérience. Mais alors que les expériences échouent dans la reproduction de leur travail, Eugene Mallove constate que les scientifiques chargés de manipuler les données des graphiques des tests de l'expérience sont contraints à démissionner du MIT.
Le principal reproche que fait le monde scientifique à Martin Fleischmann et Stanley Pons est de ne pas avoir respecté le protocole normal d'annonce de leur découverte à la communauté scientifique, à savoir:
1. Expérience et théorie associée,
2. Envoi à une revue scientifique qui vérifie l'expérience (maintenant on procède à la vérification par un scientifique de compétence équivalente),
3. Publication par la revue d'une annonce destinée à encourager d'autres scientifiques à reproduire l'expérience,
4. Annonce officielle à la presse.

Des scientifiques de renom comme les professeurs Julian Schwinger (Prix Nobel de physique 1965) et Brian Josephson (Prix Nobel de physique 1976), ont pris la défense des idées proposées par Martin Fleischmann et Stanley Pons.
À la suite de la débâcle scientifique initiée par leur annonce publique, ils ont tout d’abord trouvé refuge en France à Sophia Antipolis sur la Côte d'Azur entre 1991 et 1993.
Il a travaillé pour Technova Corporation, une filiale de Toyota, le laboratoire est fermé en 1998 après avoir dépensé 12 millions $ pour ses travaux.
Il vit toujours dans le sud de la France.